# Айрон-Стейшен (Північна Кароліна)
Айрон-Стейшен (англ. Iron Station) — переписна місцевість (CDP) в США, в окрузі Лінкольн штату Північна Кароліна. Населення — 825 осіб (2020).

## Географія
Айрон-Стейшен розташований за координатами 35°27′14″ пн. ш. 81°9′16″ зх. д. / 35.45389° пн. ш. 81.15444° зх. д. (35.454010, -81.154580).  За даними Бюро перепису населення США в 2010 році переписна місцевість мала площу 6,12 км², з яких 6,11 км² — суходіл та 0,01 км² — водойми.

## Демографія
Згідно з переписом 2010 року, у переписній місцевості мешкало 755 осіб у 309 домогосподарствах у складі 229 родин. Густота населення становила 123 особи/км².  Було 347 помешкань (57/км²).
Расовий склад населення:
| - 88,7 % — білих - 6,5 % — чорних або афроамериканців - 0,7 % — корінних американців - 0,5 % — азіатів - 0,4 % — вихідців з тихоокеанських островів - 1,3 % — осіб інших рас |

До двох чи більше рас належало 1,9 %. Частка іспаномовних становила 3,3 % від усіх жителів.
За віковим діапазоном населення розподілялося таким чином: 21,6 % — особи молодші 18 років, 63,6 % — особи у віці 18—64 років, 14,8 % — особи у віці 65 років та старші. Медіана віку мешканця становила 43,8 року. На 100 осіб жіночої статі у переписній місцевості припадало 92,6 чоловіків;  на 100 жінок у віці від 18 років та старших — 92,2 чоловіків також старших 18 років.
Середній дохід на одне домашнє господарство  становив 62 534 долари США (медіана — 56 833), а середній дохід на одну сім'ю — 62 819 доларів (медіана — 63 083). За межею бідності перебувало 5,1 % осіб, у тому числі 9,1 % дітей у віці до 18 років та 3,8 % осіб у віці 65 років та старших.
Цивільне працевлаштоване населення становило 291 особа. Основні галузі зайнятості: роздрібна торгівля — 19,6 %, науковці, спеціалісти, менеджери — 17,9 %, публічна адміністрація — 17,2 %.